# Sing Me Something New
Sing Me Something New foi o primeiro disco solo do cantor de pop-rock David Fonseca. Foi lançado em 2003.

## Desenvolvimento
Autor de todas as músicas e letras, David toca praticamente todos os instrumentos e elabora os arranjos mais complexos da sua carreira. Arriscando em novas direcções, o disco mostra uma maior liberdade criativa e figura em todas as listas dos melhores discos do ano.
A canção “Someone That Cannot Love” foi número 1 do airplay nacional durante várias semanas e o tema “The 80’s” é escolhido para a campanha nacional da Vodafone. O disco atinge a marca de ouro (30.000 discos vendidos).
| Críticas profissionais                                                      | Críticas profissionais |
| Avaliações da crítica                                                       | Avaliações da crítica  |
| Fonte                                                                       | Avaliação              |
| --------------------------------------------------------------------------- | ---------------------- |
| Disco Digital                                                               | (sem nota)             |
| Blog NOMErevista                                                            | (sem nota)             |
| Esta tabela precisa de ser acompanhada por texto em prosa. Consulte o guia. |                        |

## Faixas
1. Intro
2. The 80's
3. Someone that cannot love
4. Paying Bowies With Me
5. So You Want To Save The World
6. U Make Me Believe
7. You And I (Letter To S.)
8. Haunted Home
9. Summer Will Bring You Over
10. Now That I Am You
11. Revolution Edit
12. In Love With Yourself
13. Do You Really Believe That Love Will Keep You From Getting Hurt?
14. Sing Me Something New
15. My Sunshine And My Rain